# اردوی آبی

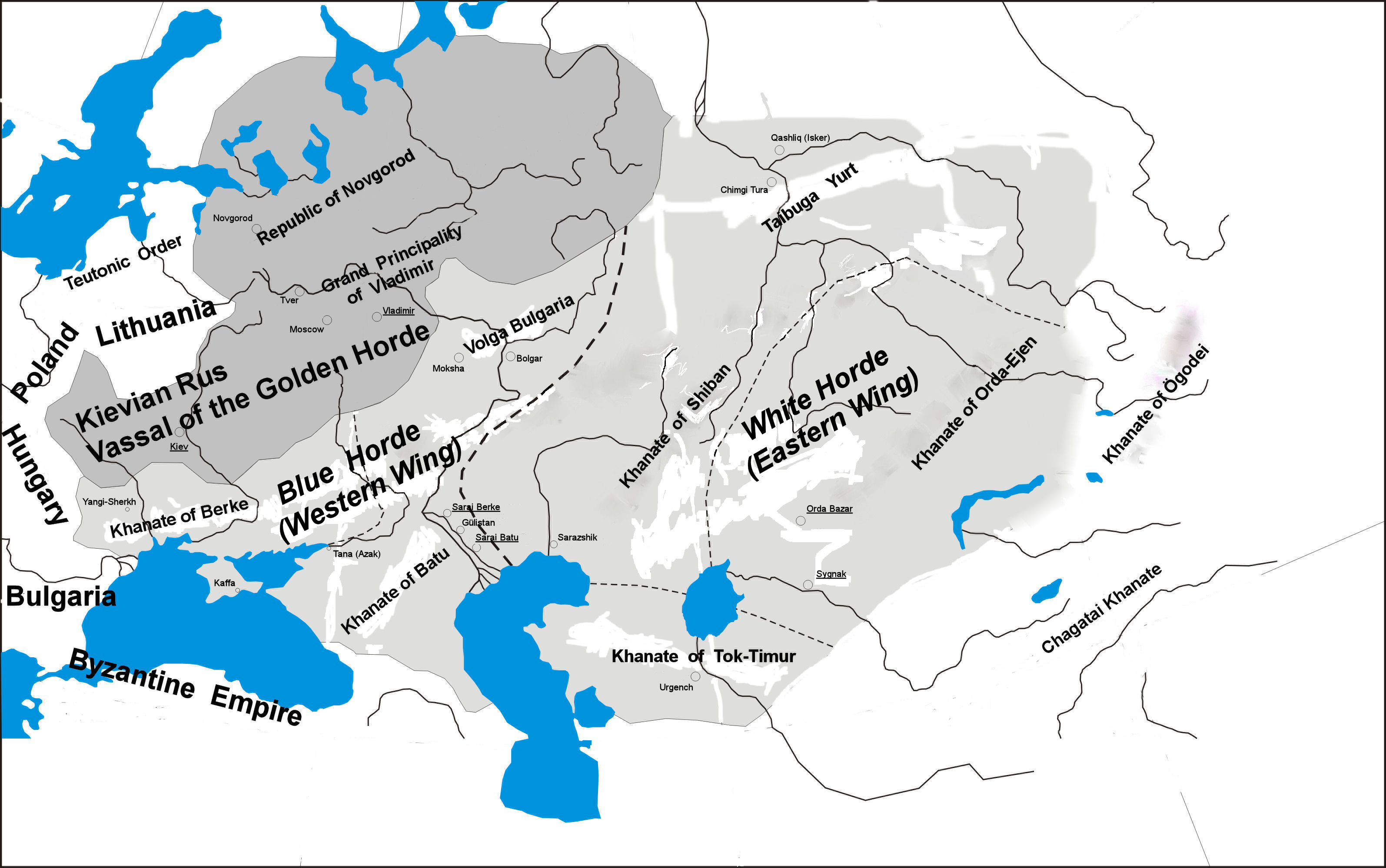
نقشه اردوی زرین به همراه بخش‌های تشکیل‌دهنده آن، شامل اردوی آبی (غرب)، اردوی سفید (شرق) و فرمانروایان روس.

اُردوی آبی (مغولی: Хөх орд/khökh ord؛ تاتاری: Күк Урда/Kük Urda؛ ترکی: Gök Ordu) یکی از اجزای مهم امپراتوری مغول بود که پس از مرگ چنگیزخان در سال ۱۲۲۷ میلادی تأسیس شد. این بخش که به عنوان بخش شرقی اردوی زرین منشعب عمل می‌کرد، در تضاد با بخش غربی یعنی اردوی سفید بود (به سیستم جهت‌یابی ترکی مراجعه کنید) و به سنت مغولی و ترکیِ رنگ‌های جهات اصلی پایبند بود.

## بنیاد
باتوخان عملاً پس از خروج از اروپا در سال ۱۲۴۲، اردوی آبی را تأسیس کرد و تا سال ۱۲۴۵، سرای، پایتخت اردوی آبی، در ولگای سفلی تأسیس شده بود. در همان زمان، سرزمین‌های شرقی اردوی زرین توسط برادر بزرگتر باتو، اوردا خان، اداره می‌شد و این سرزمین‌ها به عنوان اردوی سفید شناخته می‌شدند. باتو پس از غارت شهرهای ولادیمیر در سال ۱۲۳۸ و کیف در سال ۱۲۴۰، کنترل خود را بر امیرنشین‌های روس تثبیت کرد و آنها را مجبور به پرداخت خراج سالانه و پذیرش عوامل خود، به عنوان شاهزاده کرد.

## عصر زرین
اردوی آبی از رودخانه اورال تا دهانه دانوب و کارپات امتداد داشت. این قلمرو از بیشتر شاهزاده‌نشین‌های روس خراج می‌گرفت و از غرب تا لهستان و از جنوب تا ایران و بلغارستان احاطه داشت.
با گرویدن برکه به اسلام، اردوی آبی اتحادی سنتی با مملوک‌های مصر علیه رقیب مشترکشان، ایلخانان، برقرار نمود.
از دهه ۱۲۸۰ تا ۱۲۹۹ میلادی، اردوی آبی عملاً تحت تسلط دو خان بود، خان‌های مشروع و نوغای خان، یک جنگ‌سالار و پادشاه‌ساز، که با امپراتوری بیزانس متحد شده و به کشورهای هم‌مرز با اردوی آبی، به‌ویژه در بالکان، حمله می‌کرد. برتری نوغای با قدرت گرفتن خان مشروع توقتا پایان یافت و اردوی آبی در دوران سلطنت اوزبیک خان (ازبک) و پسرش جانی بیک در اواسط قرن چهاردهم میلادی، زمانی که در امور ایلخانان در حال فروپاشی مداخله کرد، به اوج قدرت و شکوفایی خود رسید.

## زوال
اردوی آبی از زمان تأسیس (حدود سال ۱۲۴۰) تا دهه ۱۳۵۰ میلادی قوی باقی ماند. مشکلات در غرب اردو منجر به از دست رفتن نهایی والاچیا، دوبروخا، مولداوی و غرب اوکراین و شاهزاده‌نشین‌های تابعه در غرب کیف شد و این سرزمین‌ها را پس از شکست از ارتش لیتوانی در نبرد آب‌های آبی در سال ۱۳۶۲، به لهستان-لیتوانی واگذار کرد. مرگ جانی بیگ منجر به ورود اردوی آبی به یک جنگ داخلی طولانی مدت شد، طوری که خان‌های مدعی با یکدیگر می‌جنگیدند و هیچ‌یک قدرت واقعی نداشتند. در همان زمان، مامای به پادشاه‌ساز در اردوی آبی تبدیل شد. در این مدت، واسیلی یکم مسکو از درگیری‌های داخلی بهره جست و پرداخت خراج به اردو را متوقف کرد، لیکن اردو هنوز حملاتی به مسکو مانند یورش در سال ۱۴۰۸ انجام می‌داد.
تا زمان آمدن توقتمیش، خان‌های مدعی برکنار نشدند. او اردوی آبی را با اردوی سفید خود متحد کرد و اردوی زرین در سال ۱۳۸۰ میلادی پا گرفت. اردوی آبی در دو اردوی دیگر ادغام شد، اما هرگز واقعاً از بین نرفت تا این که سرانجام اردوی زرین فروپاشید.